# Мрійники (фільм)
Про однойменний радянський фільм 1934 року див. «Мрійники»
«Мрійники» (англ. The Dreamers) — фільм 2003 року італійського режисера Бернардо Бертолуччі.

Слоган «Разом — усе можливо. Разом — ніщо не заборонено.»

## Сюжет
Дія картини відбувається у Франції в Парижі травня 1968 р., коли під час європейської контркультурної революції студенти будували барикади.
Молодий американець Метью (Пітт) приїздить до Парижа, де знаходить друзів — Ізабель (Ева Грін) та її брата Тео (Гаррель). Трійця юних мрійників за відсутності батьків влаштовує дивовижну кіноманську гру: у них — своя реальність, свій світ — світ кіно. Дні і ночі безперервно вони дивляться фільми і не виходять з дому …
Кіно стало їхнім життям. Спочатку це просто захоплення, потім — складна павутина психологічних і сексуальних відносин. Тим часом, безлади на вулицях Парижа досягають своєї кульмінації …

## Сценарій
Перший проект сценарію був адаптацією Гілбертом Адером свого власного роману «Мрійники» (англ. The Holy Innocents). Під час попереднього виробництва, Бертолуччі вніс зміни: він пропустив гомосексуальний вміст — сцени з роману, які зображують секс Меттью і Тео — він вважав, що їх «занадто багато».

## Кастинг
Спочатку роль Метью була запропонована Леонарду Ді Капріо і Джейку Джилленголу; Ді Капріо відмовився, тому що він був зайнятий у попередньому виробництві з Авіатор, а Джилленгол — відмовився через наявність оголених сцен. Бертолуччі спочатку думав, що Майкл Пітт не підходить для ролі і взяв іншого актора, але потім змінив свою думку і дав Пітту роль якраз перед початком зйомок.

## У ролях
| Актор          | Роль    |
| -------------- | ------- |
| Майкл Пітт     | Метью   |
| Ева Грін       | Ізабель |
| Луї Гаррель    | Тео     |
| Робін Ренуччі  | Батько  |
| Анна Чанселлор | Мати    |
| Флоріан Кадіу  | Патрік  |

## Оцінка
Поєднавши дві свої найулюбленіші теми — еротика і революція, — Бертолуччі досяг досить цікавого результату, який є якщо й не творчою перемогою, то принаймні яскравим кінотвором, що змусив світ згадати про 62-річного маестро.
Звичайно ж, це не шедевр рівня «Конформіста» та «Останнього танго в Парижі», і у ньому немає роздумів про роль індивідууму в історії, як у «Двадцятому столітті» або «Останньому імператорі».
Персонажі нового фільму видатного італійського режисера — люди цілком пересічні: їх напівдитячий бунт, «міні-революція» зводиться до життя втрьох у батьківській спальні. Однак Бертолуччі, без жодних ілюзій ставлячись до своїх героїв, все ж таки дозволяє собі у розповіді про молодість, анархію і кіно певну дозу романтики. «Без наївних і часто саморуйнівних бунтів 60-х не було б того рівня свобод особистості, що є зараз, не було б подальших культурних та соціальних змін у суспільстві», — вважає класик світового кіно.

## Нагороди
- 2004
  - 3 премії Срібна стрічка Національного синдикату кіножурналістів Італії Нагороди: Найкращий режисер (Бернардо Бертолуччі), Найкращий постановник (Фабіо Чанкетті), Найкращий монтаж (Якопо Квадрі)
  - Премія Гойя у номінації «Найкращий європейський фільм»